# CBeebies
„CBeebies“ е британски канал на BBC, насочен към насърчаване „на учението чрез игра в безопасна среда за деца на възраст до 8 години“. и осигуряване на „висококачествени, най-вече британски програми“.
Името се използва за търговска марка на Free-to-air британския канал, и за международните варианти за реклама, абонамент, или и двете. Каналът стартира през 2002 г.
„CBeebies“ е носител на редица награди. На Детските награди BAFTA, тя печели награди от 2002 до 2015 г., включително „Best Pre-school Live Action Series“ през 2002, 2004, 2005 и 2008 г. Той също така спечели награди за „Best Schools Programme – 0 – 6 years“ от Royal Television Society от 2002 г. до 2005 г. „CBeebies“ е най-гледаните детски канали във Великобритания. CBeebies HD стартира официално на 10 декември 2013 г.

## Сериали
- Chuggington
- Боб строителя
- Буу!
- Новите приключения на Мечо Пух
- Коала братя
- Луи
- Малки роботи
- Мързелград
- Познай с Джес
- Пощальона Пат
- Оги и хлебарките
- Финли на пожарна кола
- Телетъбис
- Тими Тайм